# Електротехнічна промисловість
Електротехні́чна промисло́вість — галузь машинобудування, яка випускає продукцію для виробництва, передавання та перетворення електроенергії у інші види енергії — механічну, світлову, теплову, хімічну тощо.
Швидке зростання економіки, технологій зумовило виокремлення окремих галузей промисловості у складі електротехнічної промисловості: радіотехнічної та електронної промисловості, електроприладобудування, трансформаторобудування, електромашинобудування, виробництва автотракторного електрообладнання тощо.

## Історія
Як промисловість виникла у 1870-х рр., на основі досягнень електротехніки, зокрема розповсюдження дротового електричного зв'язку та електричного освітлення. Вона стала матеріально-технічною базою електрифікації, мала вирішальне значення для проведення механізації й автоматизації всіх галузей народного господарства. Швидкі темпи розвитку економіки зумовили виокремлення здобутків електротехнічної промисловості в електронному приладобудуванні, трансформаторобудуванні, електромашинобудуванні, радіотехнічній і електронній промисловості, виробництві автотракторного електроустаткування, кабельної, акумуляторної продукції, електрозварювального устаткування.
Загалом електротехнічна промисловість випускає понад 80 тис. найменувань продукції, виробництво якої спеціалізоване близько 40 галузями та підгалузями.
Близько 25 % продукції виробляється для житлово-комунального господарства.
У світі електротехнічна промисловість сконцентрована переважно у високорозвинутих країнах. Розміщення підприємств тяжіє до наукових центрів і великих міст. Окремі підприємства успішно працюють і в невеликих містах або селищах за умови наявності висококваліфікованих кадрів.
До 1917 року на теренах України існувало 4 заводи електротехнічної промисловості — кабельний у Києві (засн. 1900, від 1993 — ЗАТ «Укркабель», 2006 ліквідовано), електроламповий у Львові (1972 увійшов до складу ВО (нині ВАТ) «Імпульс»), електромеханічний (1887—1915 — у Ризі) у Харкові (нині державне підприємство Харківський електромеханічний завод), ізоляторно-фарфоровий (1886—1915 — у Ризі) у Слов'янську (нині ВАТ «Слов'янський завод високовольтних ізоляторів», Донецька обл.). У 1920–30-х рр. розширено діючі та побудовано нові заводи, які довелося відбудовувати у післявоєнний час.
Нині Україна має виробництво продукції всіх основних підгалузей електротехнічної промисловості.
До 1990-х рр. українські підприємства, що входили до електротехнічного комплексу СРСР, мали спеціалізований характер, що враховував потреби внутрішніх галузей промисловості та народного господарства республіки (вугільної, нафтогазової, металургійної промисловостей, сільського господарства тощо). Україна й донині пов'язана з підприємствами інших пострадянських країн необхідністю отримання низки комплектуючих виробів, напівфабрикатів чи матеріалів електротехнічної промисловості.

## Сучасна електротехнічна промисловість України
Основні сучасні галузеві центри сконцентровані у Харківській, Запорізькій, Донецькій, Луганській, Хмельницькій, Херсонській областях. Серед найбільших підприємств — ЗАТ «ВО „Бердянський кабельний завод“» (Запорізька обл., див. «Азовкабель»), ВАТи «Запоріжтрансформатор», «Запорізький завод „Перетворювач“»; Львів. ВАТ «Імпульс»; ТОВ «Ватра» (корпорація, Тернопіль); державні підприємства Харківський електромеханічний завод, «Електроважмаш», ВАТи "Харківський електротехнічний завод «Укрелектромаш», «Електромашина», ЗАТ «Південкабель» (усі — Харків); ВАТи «Полтавський завод газорозрядних ламп», «Електромотор» (Полтава); ВАТ «Каховський завод електрозварювального устаткування», ТОВ «Новокаховський електромашинобудівний завод», (обидва — Херсонська обл.); ТОВ «Укрелектроапарат» (Хмельницький), ТОВ «Кам'янець-Подільський кабельний завод» (Хмельницька обл.); ВАТ «Слов'янський завод високовольтних ізоляторів»; ВАТ «Рівненський завод високовольтної апаратури»; ВАТ «Науково-виробниче об'єднання „Етал“» (м. Олександрія Кіровогр. обл.). Розвинена мережа галузевих науково-дослідних установ, зокрема діють Вибухозахищеного та рудникового електрообладнання Український науково-дослідний, проектно-конструкторський і технологічний інститут (Донецьк), Трансформаторобудування Український науково-дослідний, проектно-конструкторський та технологічний інститут (Запоріжжя). Підприємства та НДІ електротехнічної промисловості співпрацюють з Інститутом електрозварювання НАНУ та Інститутом електродинаміки НАНУ (обидва — Київ). Низку розробок українських електротехніків відзначено Ленінськими преміями, Державними нагородами СРСР та України.
- Прикарпаткабель — м. Коломия
- Первомайський кабельний завод
- Малинівський кабельний завод
- Укрелектроапарат м. Хмельницький